# Političar
Političar je naziv osobu kojoj je glavna životna djelatnost bavljenje politikom, bilo kao pripadnik institucija državne vlasti, kroz aktivnosti koje mogu biti mandat, izbori, prosvjedne akcije, pučevi ili revolucije.
U demokratskom svijetu brojnim političarima je bavljenje politikom, najčešće kroz razne stranačke ili državne funkcije, glavni i/ili jedini izvor prihoda. Za njih se rabi izraz profesionalni političari.
Profesionalne političare treba razlikovati od birokrata koji se profesionalno bave poslovima državne uprave. 
Političar može biti izraz koji se rabi u pogrdnom smislu za omalovažavanje državnika.

## Vanjske poveznice
- Popis (Engl.)